# ソーダ・ファウンテン

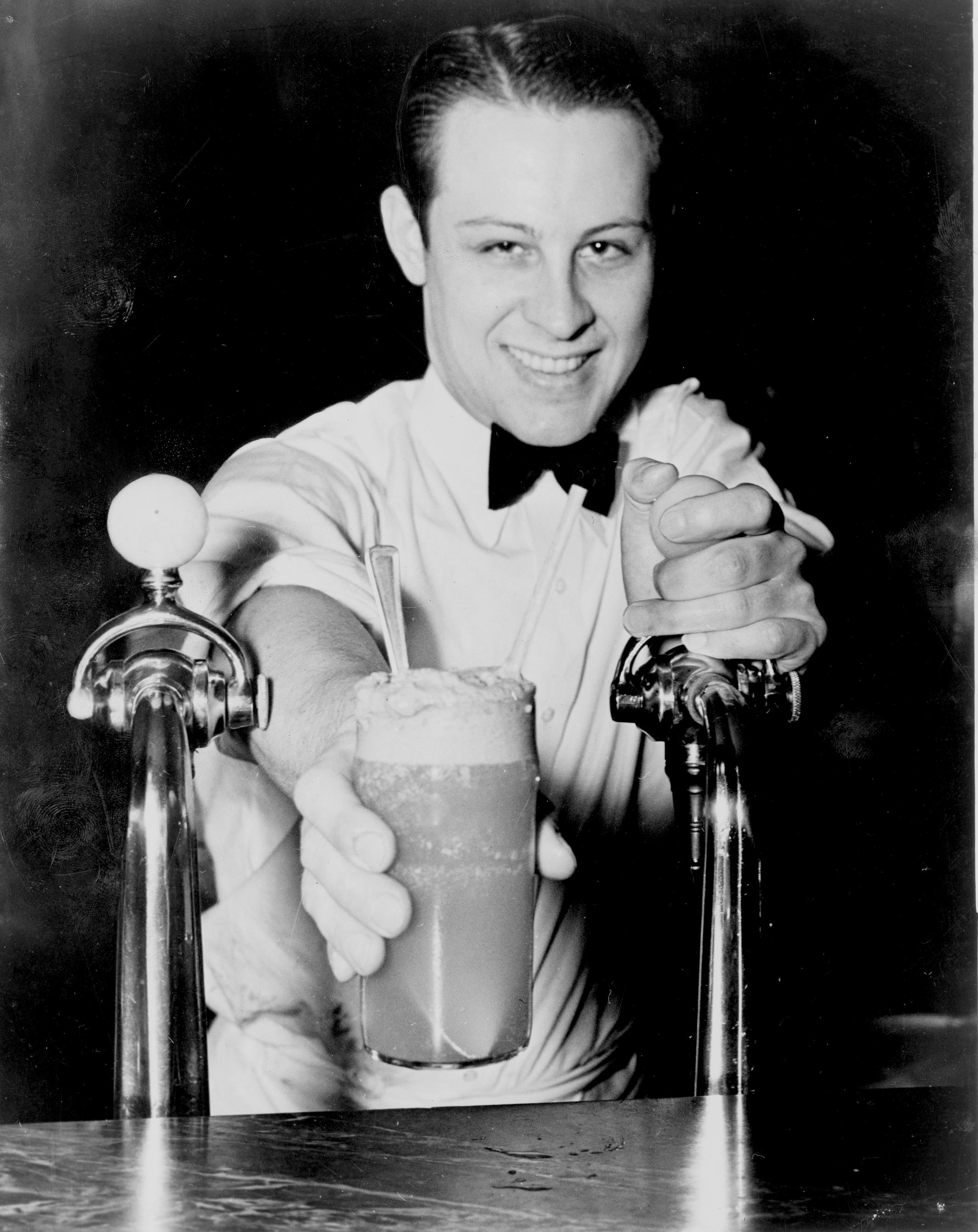
ニューヨーク市のソーダ・ファウンテンで働くソーダ・ジャーク（1936年）

ソーダ・ファウンテン(Soda fountain)とは、アメリカのレストラン、ファストフード店、コンビニエンスストアなどで利用される、清涼飲料水を供給するための簡易な装置である。また、清涼飲料水をアイスクリームや軽食などと共に提供する店、もしくはそれらを提供するためにドラッグストアなどの店内に備えられたカウンター形式の設備。ドラッグストアなどでは、飲み薬を出すこともある。単にファウンテンとも呼ばれる。

## 概要

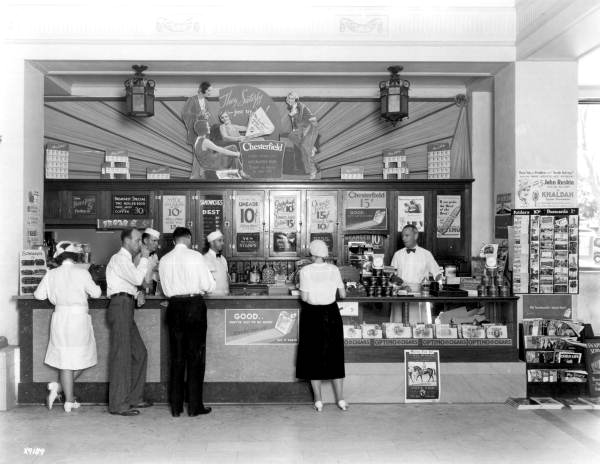
ソーダ・ファウンテンのカウンター（1931年）

ソーダ・ファウンテンは、清涼飲料水などの飲料を提供する設備である。アメリカでは「ジュース」と呼ぶものは果汁（野菜汁を含む）100%のものに限るため、そうでないものは炭酸の有無を問わず「ソーダ」と呼ぶ場合がある。ゆえにソーダ・ファウンテンで提供される飲料のすべてが炭酸水および炭酸飲料というわけではない。
19世紀から20世紀中頃までは、軽食堂形式であったが、20世紀後半、扱いやすいディスペンサーが普及すると、料金を払って紙コップを受取り、自分で供給機から好きな種類のものを注ぐセルフサービスのシステムも取り入れられるようになった。紙コップの大きさで料金が異なったり、お替りが自由な場合もある。
なお、日本ではコンビニエンスストア大手のローソンが取り扱ったことにより、この名称が知られることとなる。1980年代、ローソンはこの形式で販売する飲料を総称したブランドとして、この「ソーダ・ファウンテン」の名を用いた。一方、同じくコンビニエンスストアであるセブン-イレブンでは同時期、同様の商品群についてポスト・ミックスというブランド名を用いた。日本ではローソン、セブン-イレブンともに現在はソーダ・ファウンテンの取り扱いは行っていないが、タイのセブン-イレブンでは現在でも取り扱っている。

### ディスペンサー

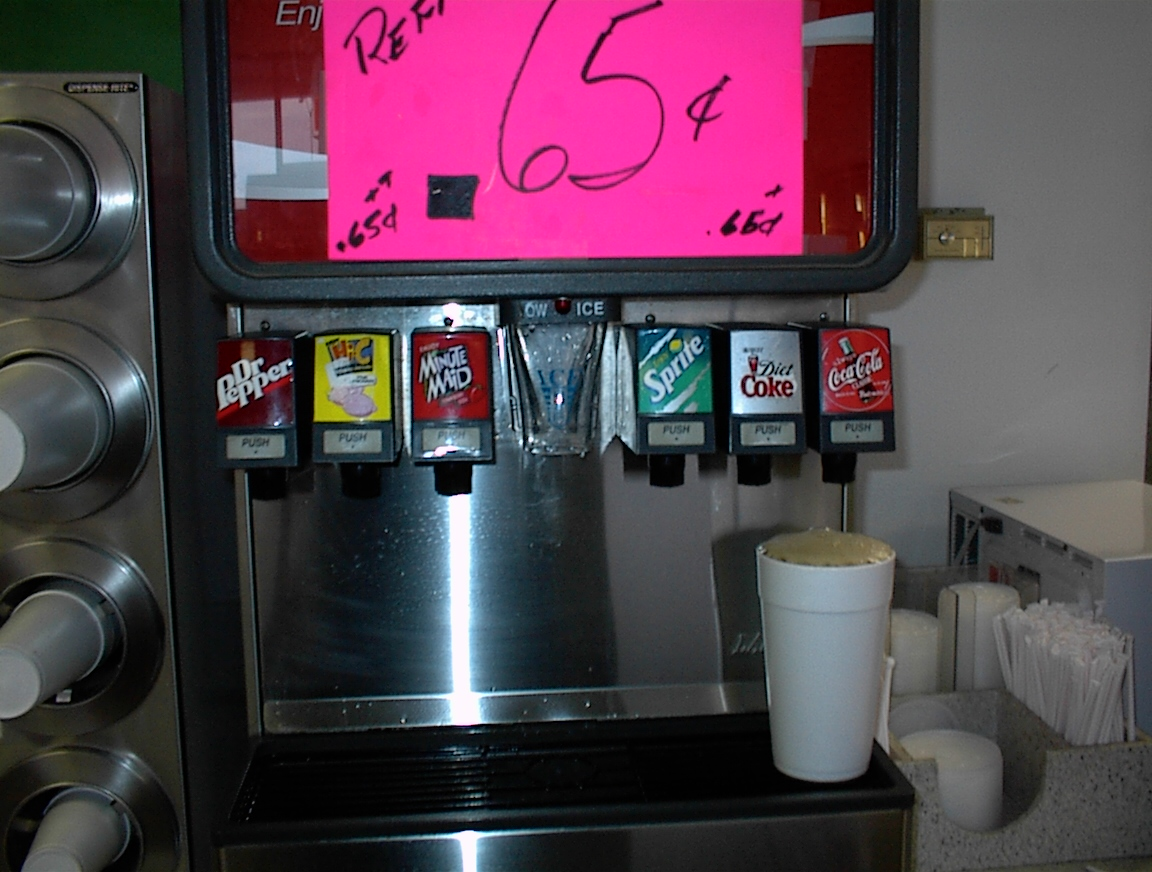
ソーダファウンテン用ディスペンサーの装置本体

ソーダ・ファウンテンに設置されるディスペンサー(drink dispenser)では、濃縮された原液を、飲料水または炭酸水で希釈して蛇口から提供する。カップからこぼれた飲料は、蛇口下の受け皿に設けられた排水口から排水される。飲料水や炭酸水は適度に冷却されてカップに注ぎ込まれるか、あるいはカップに予め細かく砕かれた氷の中に注ぎ込まれる。温かい飲料は原液を湯で割って提供する。この機構は自動販売機のうち紙コップに入れた飲料を提供する「カップベンダー」で用いられている。
日本では、ファストフード店やファミリーレストランでディスペンサーが利用される場合がある。ファミリーレストランでは、「ドリンクバー」などの名称で店内の一区画にコーナーを敷設し、セルフサービスとして提供する形式が見られ、場合によっては複数のディスペンサーを設置して多種類の飲料を提供している。
使用されるシロップ状濃縮液は、主要な清涼飲料水のものが業務用として流通しており、またオレンジジュースのような濃縮還元用のものもみられる。これらは内部にアルミフィルムを貼った専用の紙パックに充填され流通している。また、炭酸飲料の場合は直接飲料として提供される希釈済みのものが専用の金属製ボトルなどに充填されたものとして流通している。